# Pars-lès-Romilly
Pars-lès-Romilly är en kommun i departementet Aube i regionen Grand Est (tidigare regionen Champagne-Ardenne) i nordöstra Frankrike. Kommunen ligger  i kantonen Romilly-sur-Seine 1er Canton som ligger i arrondissementet Nogent-sur-Seine. År 2022 hade Pars-lès-Romilly 834 invånare.

## Befolkningsutveckling
Antalet invånare i kommunen Pars-lès-Romilly
Referens: INSEE